# Hippeastrum wilsoniae
Hippeastrum wilsoniae är en amaryllisväxtart som beskrevs av L.J.Doran och F.W.Mey. Hippeastrum wilsoniae ingår i släktet amaryllisar, och familjen amaryllisväxter.
Artens utbredningsområde är Bolivia. Inga underarter finns listade i Catalogue of Life.